# 岩崎 (市原市)
岩崎（いわさき）は、千葉県市原市の五井地区にある大字及び町丁。現行行政地名は大字岩崎と岩崎一丁目及び岩崎二丁目。郵便番号は290-0047。

## 概要
千葉県市原市の五井地区にある大字及び町丁である。市施行の土地区画整理事業による2013年11月8日の換地処分に伴い町丁が新設された。

## 地理

### 河川
- 養老川

### 隣接町丁字
北は岩崎西、東は養老川を挟んで五井、南は玉前、西は玉前西と接する。

## 歴史

### 地名の由来
石（岩）の多い岬（崎）の意。
江戸時代は岩崎新田の名前であった。貞享（1684年～1688年）以後に石崎から改称したとされる。1727年ごろには下村清兵衛により清兵衛新田となる。その後、岩崎新田となった後に岩崎と改称される。

### 沿革
- 江戸時代 - 上総国岩崎新田であった。
- 1889年（明治22年）4月1日 - 町村制施行により市原郡五井村となる。[8]
- 1963年（昭和38年）5月1日 - 市原市市制施行に伴い市原市五井地区の一部となる[6]。
- 1990年（平成2年）12月13日 - 市原市岩崎土地区画整理事業認可[6]。
- 2013年（平成25年）11月8日 - 換地処分に伴い既存字内の一部を町丁化し岩崎一丁目及び岩崎二丁目が新設[6]。

## 世帯数と人口
2023年（令和5年）4月1日現在の世帯数と人口は以下の通りである。
| 町丁字     | 世帯数  | 人口総数 | 人口  | 人口   | 人口     | 人口     | 人口  | 人口   | 世帯人員 |
| 町丁字     | 世帯数  | 人口総数 | 若年  | 若年   | 生産年齢 | 生産年齢 | 高齢  | 高齢   | 世帯人員 |
| ---------- | ------- | -------- | ----- | ------ | -------- | -------- | ----- | ------ | -------- |
| 岩崎       | 67世帯  | 144人    | 24人  | 16.67% | 82人     | 56.94%   | 38人  | 26.39% | 2.15人   |
| 岩崎一丁目 | 520世帯 | 1,160人  | 177人 | 15.26% | 825人    | 71.12%   | 155人 | 13.62% | 2.23人   |
| 岩崎二丁目 | 137世帯 | 272人    | 23人  | 8.46%  | 153人    | 56.25%   | 96人  | 35.29% | 1.99人   |
| 合計       | 724世帯 | 1,576人  | 224人 | 14.21% | 1,060人  | 67.25%   | 289人 | 18.34% | 2.17人   |

## 通学区域
市立小学校・市立中学校にと県立高等学校の通学区域は下の通りである。
| 町丁字     | 範囲 | 小学校             | 中学校             | 県立高校 |
| ---------- | ---- | ------------------ | ------------------ | -------- |
| 岩崎       | 全域 | 市原市立京葉小学校 | 市原市立五井中学校 | 第9学区  |
| 岩崎一丁目 | 全域 | 市原市立京葉小学校 | 市原市立五井中学校 | 第9学区  |
| 岩崎二丁目 | 全域 | 市原市立京葉小学校 | 市原市立五井中学校 | 第9学区  |

## 施設
- 市原緑地運動公園
  - 市原臨海球場
  - 市原緑地運動公園臨海競技場